# Campus Colemar Natal e Silva da Universidade Federal de Goiás

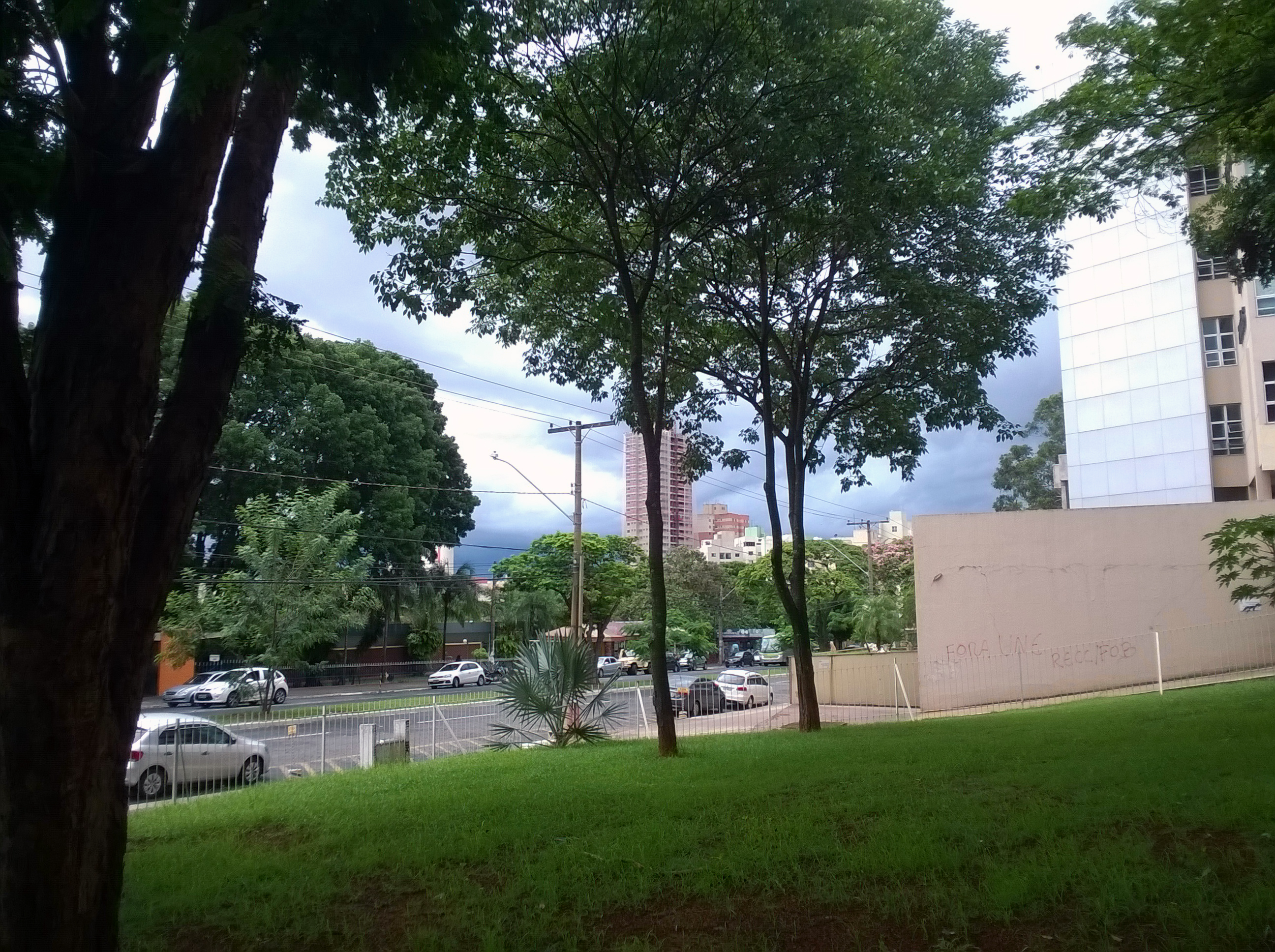
Árvores na Faculdade de Odontologia da UFG, em novembro de 2016.

O Campus Colemar Natal e Silva é o mais antigo dos campi da Universidade Federal de Goiás (UFG).
Localizado em Goiânia, no bairro Universitário, em uma área de 209 250,00 m², é também conhecido como Campus Universitário.
Abriga os seus cursos mais antigos – Direito, Farmácia, Odontologia e Medicina –, e prédios como a Escola de Engenharia, a Faculdade de Nutrição, a Faculdade de Educação, o Hospital das Clínicas, o Museu Antropológico, o Instituto de Patologia Tropical e Saúde Pública, além de uma biblioteca, um restaurante. O bairro era destinado para o complexo estudantil do município. No entanto, com a chegada de moradores e disputas históricas de território com a Pontifícia Universidade Católica de Goiás, acabou por ser expandido em outros bairros e regiões.